# 日置市立日吉中学校
日置市立日吉中学校（ひおきしりつ ひよしちゅうがっこう）は、かつて鹿児島県日置市日吉町日置にあった市立中学校。

## 概要
日置市が誕生する以前は、日吉町立日吉中学校であり、日吉町唯一の中学校であった。平成18年5月1日現在の生徒数は169名であり、各学年2学級である。

## 沿革
- 1947年（昭和22年） - 日置村立日置中学校及び吉利村立吉利中学校が設置される。
- 1955年（昭和30年） - 日置村と吉利村が合併し、日吉町となり、日吉町立日置中学校、日吉町立吉利中学校に改称。
- 1972年（昭和47年） - 日置中学校と吉利中学校が合併し日吉町立日吉中学校となる。
- 2005年（平成17年） - 日吉町が伊集院町、東市来町、吹上町と合併し日置市となり、日置市立日吉中学校に改称。
- 2021年（令和3年）3月31日 - 日置市立日吉小学校と共に義務教育学校である日置市立日吉学園へ移行するに伴って閉校[1]。

## 通学区域
日吉中学校の通学区域は以下の大字の区域が指定されており、2005年の市町村合併以前の日吉町の全域にあたる。
- 日吉町日置の全域
- 日吉町吉利の全域
- 日吉町山田の全域
- 日吉町神之川の全域